# Alfred Sällik
Alfred Johannes Sällik (* 24. Juni 1890 in Jamburg bei Sankt Petersburg; † 6. September 1943 in Reval) war ein estnischer Sänger (Tenor), Regisseur und Schauspieler.

## Leben

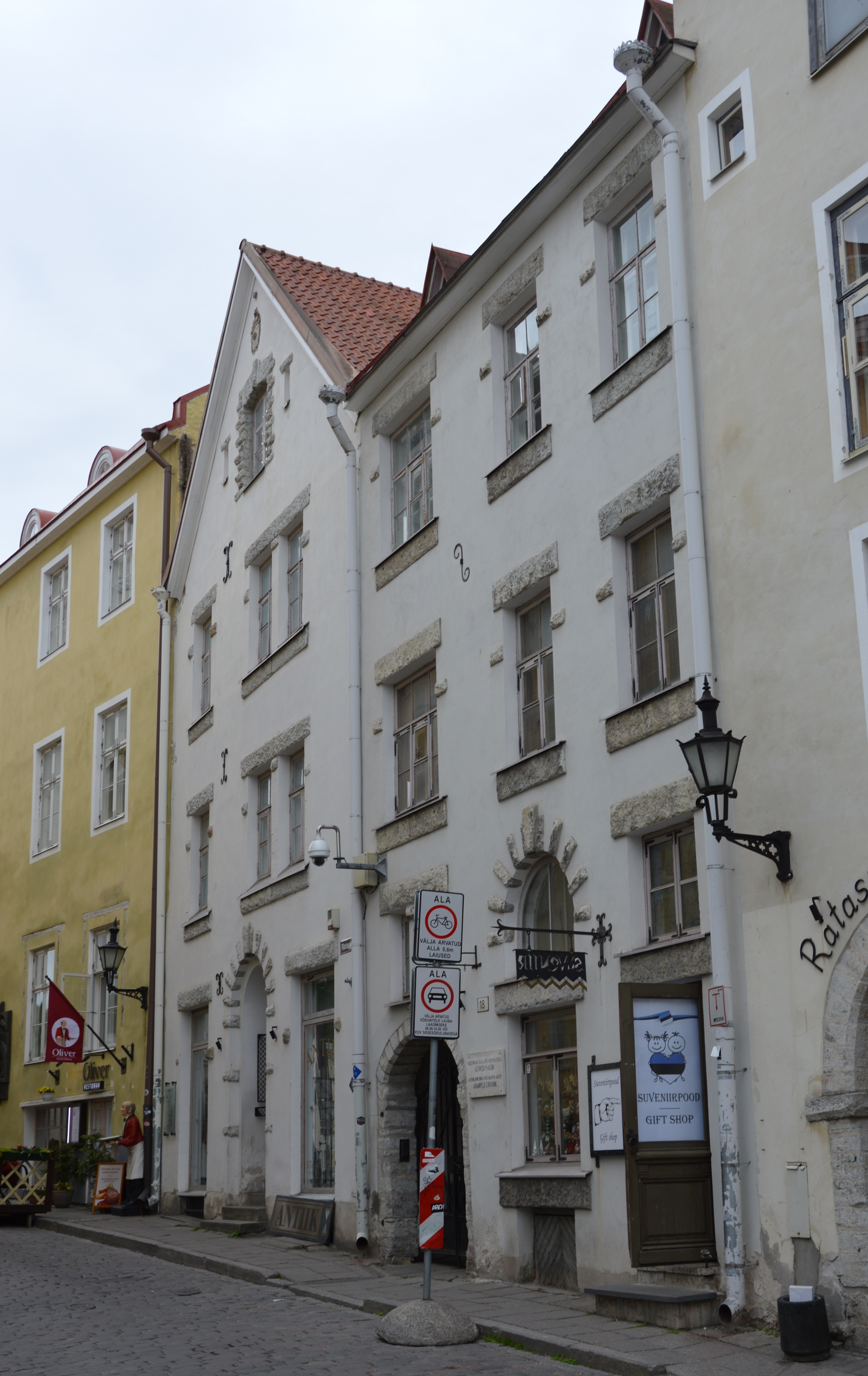
Wohnhaus Raderstraße 18

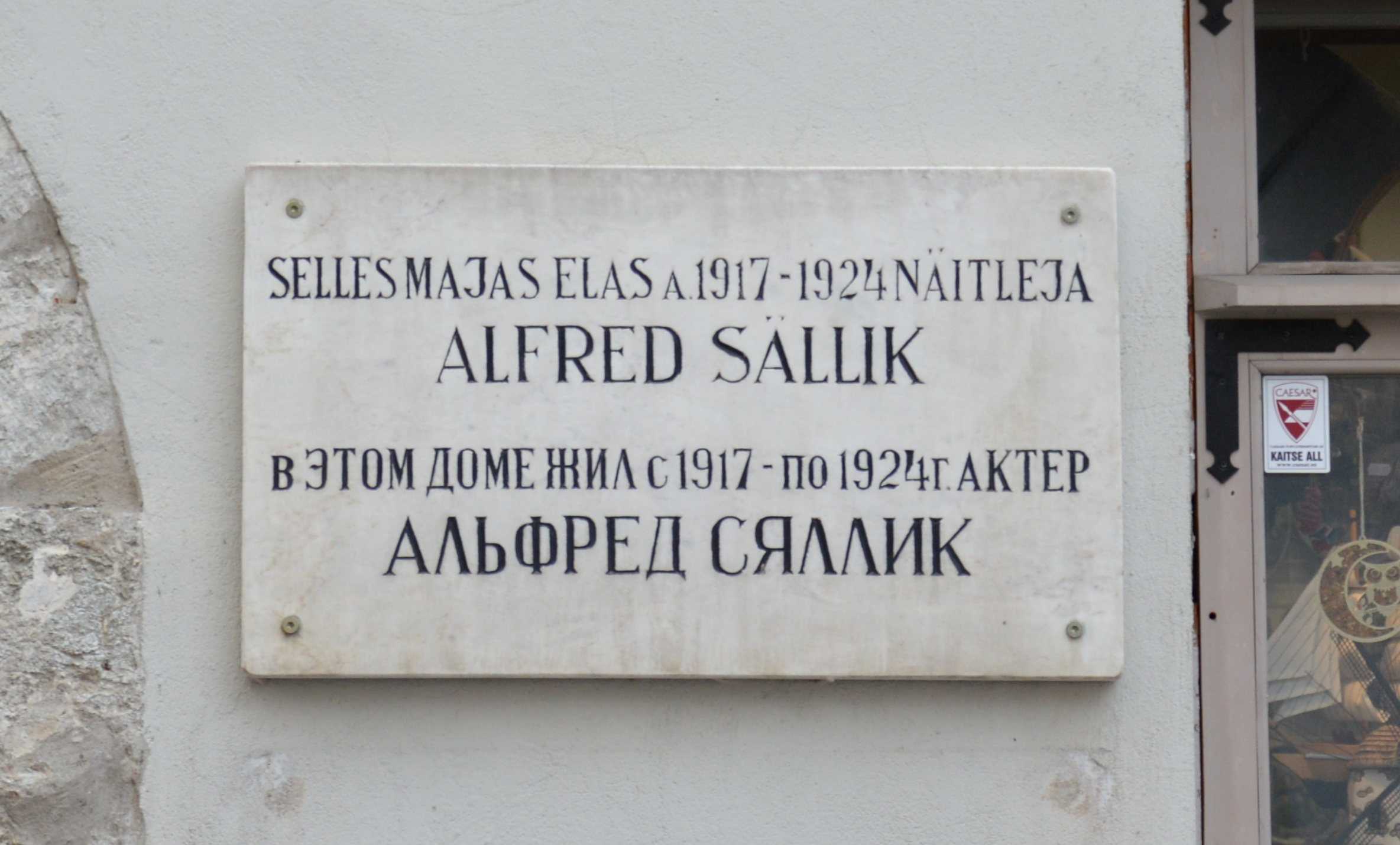
Gedenktafel, 2018

1895 verzog die Familie von Jamburg nach Narwa. Nach einer Schulausbildung war er zunächst für eine Bank in Narwa tätig, bevor er ab Mai 1910 in Reval als Theaterschauspieler arbeitete. Erfolg hatte er dann insbesondere als bekannter Opernsänger. Er wirkte als Schauspieler im 1913 erschienenen, ältesten erhaltenen estnischen Film Laenatud naene mit. 1913 heiratete er die Sängerin Grete Sällik. Aus der Ehe gingen die Töchter Dolly (1915) und Ingrid (1920) hervor. Von 1917 bis 1924 lebte er in der Raderstraße 18 (estnisch Rataskaevu 18) in Reval. Alkoholprobleme führten jedoch auch zu einer Beeinträchtigung der Stimme, so dass er 1928 seine Anstellung verlor. Er verbrachte die nächsten Jahre zunächst in der Provinz und an Kleinkunstbühnen, wechselte jedoch am 4. Juni 1935 an die Estnische Nationaloper, ohne allerdings an die alten Erfolge anknüpfen zu können. 1931 war die Ehe mit Grete geschieden worden, 1935 heiratete er Elisabeth Neuberger. 1940 feierte er noch sein dreißigjähriges Bühnenjubiläum, zog sich dann jedoch zurück. Er lebte in einem Sommerhaus im Revaler Stadtteil Merivälja. Am 6. September 1943 starb Sällik an Rachenkrebs und wurde vier Tage später beigesetzt.
An seinem Wohnhaus in der Raderstraße 18 wurde eine Gedenktafel befestigt.